# کانیکسا د لا سیرا
کانیکسا د لا سیرا (به اسپانیایی: Canicosa de la Sierra) یک شهرستان در اسپانیا است.

## خصوصیات
کانیکسا د لا سیرا ۳۰ کیلومترمربع مساحت و ۵۵۴ نفر جمعیت دارد و ۱٬۱۲۷ متر بالاتر از سطح دریا واقع شده‌است.